# لورا فورمان
لورا فورمان (بالإنجليزية: Laura Foreman)‏ هي مصممة رقص أمريكية، ولدت في 1936، وتوفيت في 2001 بسبب سرطان.